# Rio Ófis
Ófis (em grego: Ὄφις; romaniz.: Ophis), também chamado Ófio (em latim: Ophius; em grego: Ὀφιοῦς; romaniz.: Ophious), era um rio do Ponto, cuja foz ficava 90 estádios a leste do porto Hisso, e que separava a Cólquida do distrito de Tianica. Por vezes é identificado com o moderno Istala Dere, mas também na foi proposto que seja o Ofe, ambos na Turquia.